# Straceni chłopcy
Straceni chłopcy (ang. The Lost Boys) – amerykański film fabularny (horror komediowy) z 1987 roku w reżyserii Joela Schumachera.

## Zarys fabuły
Film opowiada historię dwóch mieszkańców Arizony, którzy ruszają w podróż do Kalifornii, lecz kończą walcząc o przeżycie z gangiem nastoletnich wampirów.

## Obsada
- Jason Patric – Michael Emerson
- Kiefer Sutherland – David
- Corey Haim – Sam Emerson
- Corey Feldman – Edgar Frog
- Jami Gertz – Star
- Edward Herrmann – Max
- Barnard Hughes – Dziadek
- Dianne Wiest – Lucy Emerson